# Josie's Coney Island Nightmare
Josie's Coney Island Nightmare è un cortometraggio muto del 1914 diretto da Lee Beggs.

## Produzione
Il film, girato a Coney Island, fu prodotto dalla Vitagraph Company of America.

## Distribuzione
Distribuito dalla General Film Company, il film - un cortometraggio in due bobine - uscì nelle sale cinematografiche statunitensi il 29 agosto 1914.